# Fátima Felgueiras
Maria de Fátima da Cunha Felgueiras Almeida (Rio de Janeiro, 21 de abril de 1954) é uma política portuguesa.

## Biografia
Filha de emigrantes portugueses no Brasil, regressou a Portugal quando tinha quatro anos, fixando residência em Felgueiras. Em 1964, adquiriu a nacionalidade brasileira, ao ser registada pelos pais no Consulado do Brasil no Porto. Frequentou o Externato Dom Henrique, o Liceu Nacional de Guimarães e a Faculdade de Letras da Universidade de Coimbra, onde se licenciou em Filologia Germânica.
Iniciou a sua carreira profissional como professora de inglês do Ensino Secundário. Em 1979 foi eleita deputada municipal (como independente) nas listas do Partido Socialista para a Assembleia Municipal de Felgueiras. Em 1989 torna-se vereadora na Câmara Municipal, assumindo o cargo de presidente daquele Município, em Outubro de 1995, após a renúncia do então presidente da Câmara, Júlio Faria, entretanto eleito deputado à Assembleia da República pelo PS. Foi reeleita presidente da Câmara Municipal em 1997, sempre através do PS. Em 1996 tornou-se também presidente da Assembleia Geral do Futebol Clube de Felgueiras. No final do mandato 1997-2001, em 2000, os vereadores do PSD e um vereador do PS na Câmara Municipal de Felgueiras renunciaram aos respetivos mandatos, na sequência do processo do "saco azul", situação que deixou a Câmara Municipal sem quórum para poder deliberar até ao final do mandato, em 2001, conforme parecer da Secretaria de Estado da Administração Local. Tal situação levou à demissão do presidente da Assembleia Municipal de Felgueiras, José Barros Moura, até então próximo e impulsionador de Fátima Felgueiras, em setembro de 2001.
Em 2001, foi reeleita com maioria absoluta - 52% dos votos - para o mandato 2001-2005, na presidência da Câmara Municipal de Felgueiras.
Em janeiro de 2003, foi-lhe decretada, pelo Tribunal Judicial de Felgueiras, a suspensão de funções como presidente da Câmara Municipal de Felgueiras, tendo fugido para o Brasil em maio de 2003 para não ser sujeita à medida de coação preventiva decretada pelo Tribunal da Relação de Guimarães, no âmbito do processo do "saco azul". Até ao final do mandato, em 2005, a Câmara Municipal de Felgueiras foi dirigida pelo presidente em exercício, António Pereira, sem a confiança política do Partido Socialista.
Nas eleições autárquicas de 9 de Outubro de 2005, foi de novo eleita presidente do município de Felgueiras para o mandato 2005-2009, nas listas do movimento independente Sempre Presente, com cerca de 47,7% dos votos, tendo regressado do Brasil em setembro de 2005 após revogação da medida de coação de prisão preventiva.
Em 11 de Outubro de 2009 tentou, sem êxito, nova reeleição para a presidência da Câmara Municipal de Felgueiras, sendo sucedida no cargo por Inácio Ribeiro, que concorria pela coligação PPD/PSD-CDS-PP. Foi, ainda assim, eleita vereadora da Câmara Municipal de Felgueiras pelo Movimento Sempre Presente para o mandato 2009-2013, como cabeça da segunda força política mais votada, tendo suspendido o mandato entre outubro de 2009 e junho de 2010, momento em que assumiu as funções de vereadora até ao final do mandato.
Foi casada com o advogado José Luís de Sousa Oliveira, de quem se divorciou e de quem teve dois filhos: a jornalista de investigação Sandra Felgueiras (1977) e João Felgueiras (1985).

## Casos judiciais

### ProcessoSaco azul
Em dezembro de 1999, foi enviada uma denúncia anónima ao então procurador-geral da República, Cunha Rodrigues, relatando atos de «corrupção activa e passiva, favorecimentos pessoais, tráfico de influências e relações promíscuas entre o Futebol Clube de Felgueiras e a câmara municipal» de Felgueiras. Em janeiro de 2000, o Departamento de Investigação Criminal de Braga da Polícia Judiciária inicia uma investigação a partir da denúncia, sendo a então presidente da Câmara Municipal, Fátima Felgueiras, constituída arguida no âmbito da investigação, em março de 2000, e sujeita a termo de identidade e residência. Como arguidos do processo, figuravam ainda Júlio Faria, antecessor de Fátima Felgueiras na presidência da Câmara Municipal de Felgueiras, três administradores de uma empresa de resíduos sólidos urbanos, um técnico superior e dois antigos vereadores da Câmara Municipal de Felgueiras.
Em dezembro de 2000, um inquérito da então Inspecção-Geral da Administração do Território propõe ao Ministério Público a perda de mandato de Fátima Felgueiras como presidente da Câmara Municipal de Felgueiras, após concluir pela irregularidade de decisões tomadas por Fátima Felgueiras num processo de loteamento urbano, a correr termos na Câmara Municipal de Felgueiras, em que era parte interessada em conjunto com o ex-marido, o advogado Sousa Oliveira. Em dezembro de 2001, foi, no entanto, ilibada destas acusações pelo Tribunal Administrativo e Fiscal do Porto e conseguiu a reeleição, pelo PS, como presidente da Câmara Municipal de Felgueiras, com 53% dos votos e maioria absoluta. Nesta fase, já a Câmara Municipal tinha estado, entre 2000 e 2001, sem poder deliberar por falta de quórum, devido à renúncia de todos os vereadores do PSD e de um vereador do PS aos respetivos mandatos, assim como do então presidente da Assembleia Municipal, José Barros Moura. Novo relatório da então Inspecção-Geral da Administração do Território, propondo a perda de mandato de Fátima Felgueiras, foi enviado ao Ministério Público, em outubro de 2002, pelo então ministro das Cidades, Ordenamento do Território e Ambiente, Isaltino Morais, já no âmbito da acusação de 20 crimes imputados a Fátima Felgueiras.
Em 2003, viu-se envolvida num escândalo político de grandes proporções. Enquanto presidente da Câmara Municipal de Felgueiras, foi acusada de «20 crimes de peculato, corrupção, participação económica em negócio, prevaricação, administração danosa, abuso de poder» (Faria, 2012) e fraude fiscal, no âmbito de um alegado esquema de financiamento ilegal da secção local do Partido Socialista - o chamado "saco azul" -, tendo sido detida pela Polícia Judiciária a 6 de janeiro de 2003, quando se encontrava nas instalações na Câmara Municipal, e transportada para o Tribunal Judicial de Felgueiras, onde foi submetida a inquérito e ficou a aguardar julgamento em liberdade, mas proibida de exercer funções e de entrar nas instalações da Câmara Municipal. O seu antecessor no cargo e então presidente da Assembleia Municipal, Júlio Faria, ficou também proibido de exercer funções, tendo sido substituído por Albino Ribeiro na presidência da Assembleia Municipal. A 23 de janeiro de 2003, o Ministério Público recorreu da decisão do Tribunal Judicial de Felgueiras para o Tribunal da Relação de Guimarães, pedindo prisão preventiva para Fátima Felgueiras, cuja defesa pediu a anulação da proibição de funções como presidente da Câmara Municipal e a rejeição do pedido de prisão preventiva. A 29 de janeiro de 2003, António Pereira, que havia assumido as funções de presidente em exercício da Câmara Municipal de Felgueiras devido à proibição de funções de Fátima Felgueiras, assumiu, por delegação de competências, todos os poderes atribuídos a Fátima Felgueiras.
Apesar de se declarar inocente e de contar com o apoio aparente de uma boa parte da população local, Fátima Felgueiras perdeu a confiança política da direcção nacional do PS, e, a 5 de maio de 2003, o Tribunal da Relação de Guimarães concedeu provimento ao recurso do Ministério Público, mantendo a proibição do exercício de funções como presidente da Câmara Municipal e, inesperadamente, decretando a prisão preventiva para Fátima Felgueiras por perigo de continuação da atividade criminosa, nomeadamente por perigo de ocultação de provas. Soube da decisão do Tribunal da Relação de Guimarães antes de ser divulgada publicamente, alegadamente devido a conhecimentos privilegiados nos meios judiciais, e conseguiu fugir do país em direção a Espanha, onde apanhou um avião para o Rio de Janeiro, cidade a que chegou a 8 de maio de 2003, fazendo uso da sua dupla nacionalidade, portuguesa (por jus sanguinis) e brasileira (por jus soli), para garantir que nunca seria extraditada pelo Brasil, apesar da emissão de um mandado de captura internacional para esse efeito. A sua defesa recorreu da decisão de prisão preventiva para o Tribunal Constitucional, a 9 de maio de 2003. O PS, nomeadamente a federação distrital do Porto, liderada por Francisco Assis, defendia a realização de eleições antecipadas na sequência da prisão preventiva e consequente fuga de Fátima Felgueiras para o Brasil e exigiu aos eleitos do PS nos órgãos autárquicos de Felgueiras que renunciassem aos respetivos mandatos, como forma de provocar eleições antecipadas. No entanto, António Pereira, presidente em exercício da Câmara Municipal de Felgueiras, desfiliou-se do PS por ter recusado acatar a ordem do presidente da federação distrital do Porto do PS, Francisco Assis, para renunciar ao mandato, tendo os restantes vereadores eleitos pelo PS e o presidente da Assembleia Municipal, Albino Ribeiro, optado por se manter nos respetivos cargos, perdendo igualmente a confiança política do PS. Todos se mantiveram em funções até ao final do mandato, em outubro de 2005, apesar de os vereadores do PSD na Câmara Municipal terem apresentado a renúncia aos respetivos mandatos em maio de 2003, tendo sido possível manter o funcionamento da Câmara Municipal com quórum graças à maioria absoluta dos quatro vereadores do PS, liderados por António Pereira. Durante uma deslocação a Felgueiras, a 16 de maio de 2003, para explicar aos militantes locais do PS a decisão de retirar a confiança política aos eleitos na Câmara e na Assembleia Municipais de Felgueiras, o presidente da federação distrital do Porto do PS, Francisco Assis, foi insultado, agredido com murros e pontapés e perseguido pelas ruas da cidade pelos participantes numa vigília de apoio a Fátima Felgueiras, realizada em frente às instalações da Câmara Municipal.
Em setembro de 2003, foi expulsa do PS, por decisão da Comissão de Jurisdição Distrital do Porto do PS, cessando assim a sua militância naquele partido, tal como o ex-marido, José Luís Sousa Oliveira, que havia sido presidente da Assembleia Municipal de Felgueiras entre 1993 e 1997, coabitando com a então mulher como presidente da Câmara Municipal entre 1995 e 1997.
Em fevereiro de 2004, o Ministério Público acusou Fátima Felgueiras de 28 crimes, tendo a instrução do processo começado em dezembro de 2004. Em março de 2005, foi pronunciada pelo Tribunal de Instrução Criminal de Guimarães por 23 crimes - cinco de participação económica em negócio, seis de corrupção passiva para ato ilícito, quatro de abuso de poder, três de prevaricação, dois de peculato, um de peculato sob a forma continuada e dois de peculato de uso sob a forma continuada -, tendo sido rejeitado o recurso da decisão de prisão preventiva em julho de 2005.
Em Setembro de 2005, regressou a Portugal, tendo sido detida no Aeroporto de Lisboa e imediatamente libertada, aguardando julgamento em liberdade, por ter sido revogada a decisão de prisão preventiva. Concorreu às eleições autárquicas desse ano, tendo sido novamente eleita presidente da Câmara Municipal de Felgueiras pelo Movimento Sempre Presente para o mandato 2005-2009.
Em 7 de Novembro de 2008 foi condenada, pelo Tribunal Judicial de Felgueiras, a três anos e três meses de pena suspensa e ainda à sanção acessória de perda de mandato, por três dos 23 crimes de que ia acusada no processo do "Saco Azul" - abuso de poder, peculato e peculato de uso -, sentença de que recorreu para o Tribunal da Relação de Guimarães. O crime de peculato decorreu de Fátima Felgueiras ter recebido antecipadamente o pagamento das despesas de uma viagem realizada à Irlanda, não tendo posteriormente devolvido a totalidade do dinheiro. O crime de peculato de uso decorreu da utilização, por Fátima Felgueiras, de um automóvel da câmara municipal para se deslocar a um congresso do PS. O crime de abuso de poder decorreu da sua participação, como presidente da câmara, num processo de licenciamento urbanístico em que era parte interessada.
Em julho de 2009, foi absolvida de sete crimes de participação económica em negócio e um de abuso de poder na forma continuada, no âmbito do processo de alegado financiamento ilegal do Futebol Clube de Felgueiras por parte da Câmara Municipal de Felgueiras. Em março de 2011, após recurso do Ministério Público, foi absolvida dos mesmos crimes pelo Tribunal da Relação de Guimarães.
Em 10 de Março de 2011, após sucessivos pedidos de escusa de juízes anteriormente intervenientes no processo, «os juízes desembargadores do Tribunal da Relação de Guimarães consideraram que um crime de peculato e um de abuso de poder já se encontravam prescritos. Quanto ao outro crime de peculato, o Tribunal da Relação de Guimarães ordenou que o processo regressasse à 1.ª instância para ser apreciada uma alteração substancial dos factos».
Em 1 de Julho de 2011, foi absolvida, pelo Tribunal Judicial de Felgueiras, do crime de peculato, o último restante no processo do "saco azul", cujo julgamento foi repetido por ordem do Tribunal da Relação de Guimarães.
Em Maio de 2012, o Tribunal da Relação de Guimarães confirmou a absolvição de Fátima Felgueiras dos crimes de que estava acusada.

### 2.º processo-crime
Em 14 de Dezembro de 2010 voltou a tribunal, desta vez para responder pela acusação da prática de um crime de participação económica em negócio e outro de abuso de poder.
Em Abril de 2011 foi condenada a um ano e oito meses de prisão, com pena suspensa, e a 70 dias de multa pelo crime de participação económica em negócio. Ficou ainda obrigada a devolver à autarquia, solidariamente, a título de indemnização cível, 16 760 euros de honorários pagos pelo município ao advogado brasileiro Paulo Ramalho, no âmbito da defesa de Fátima de Felgueiras no processo do saco azul, que Fátima Felgueiras entendeu dever ser paga a expensas do município de Felgueiras, por se relacionar com as suas funções de presidente da câmara.
A condenação criminal de 1 ano e 8 meses de prisão suspensa foi confirmada pelo Tribunal da Relação de Guimarães, tendo Fátima Felgueiras pagado a indemnização de 16 760 à Câmara Municipal de Felgueiras.